# ارغنون (کتاب)

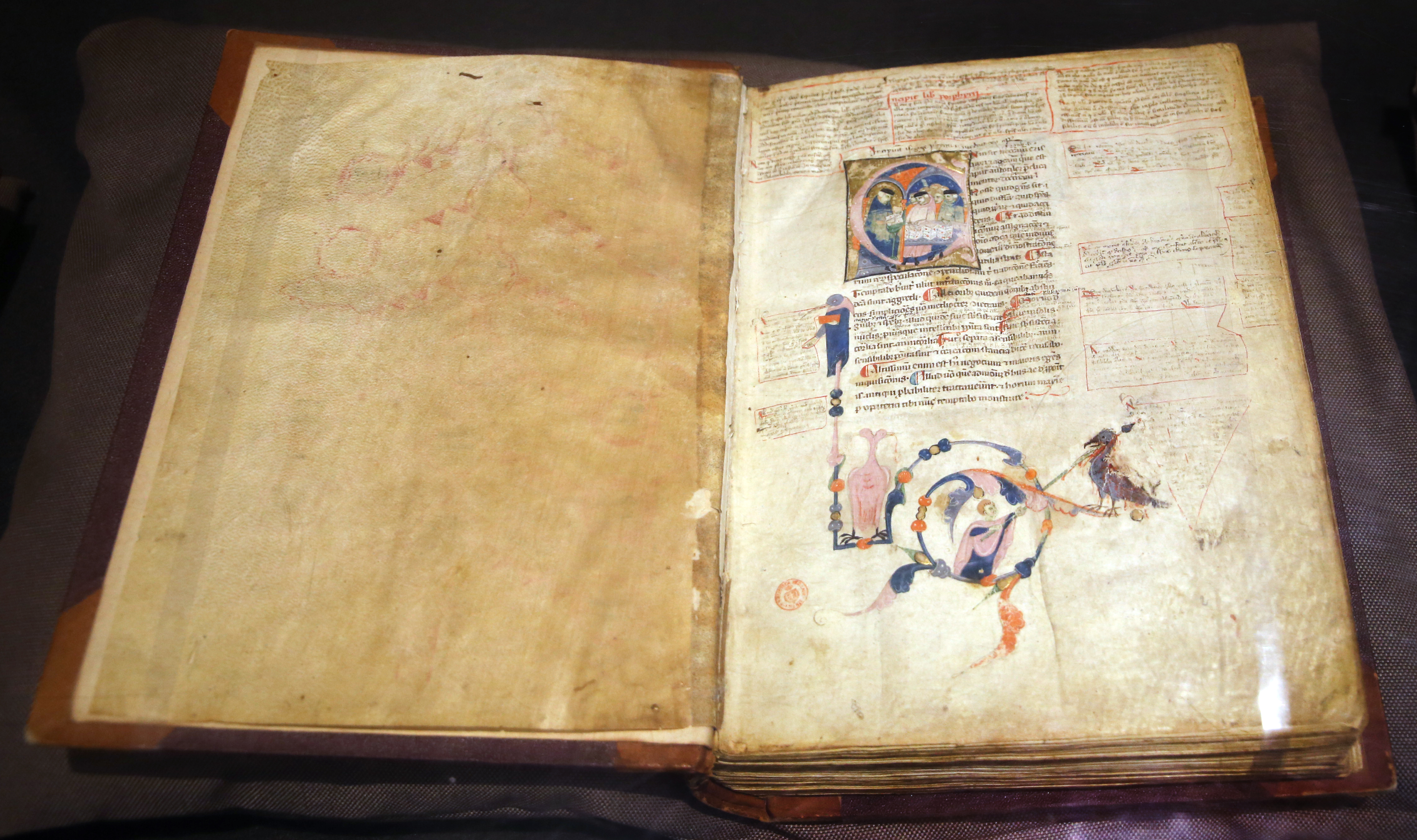
ارغنون (کتاب)

ارگانون (به انگلیسی: The Organon، به یونانی: όργανον به معنی «ابزار و وسیله») نامی است که شاگردان ارسطو بر شش رساله از تألیفات او در علم منطق نهادند.
جمع‌آوری این رساله‌ها به این شکل در زمان امپراتوری روم شرقی انجام گرفت.
این شش رساله عبارتند از:
- «مقولات» یا «قاطیغوریاس» (لاتین: Categoriae، از اصل یونانی: Κατηγορίαι، Katēgoriai) در آن ارسطو تمام آن‌چه را که وجود دارد به ۱۰ دسته تقسیم می‌کند که آن را مقولات عشره خوانند.[۱]
- «تعبیرات» یا «عبارت» یا «قضایا» یا «باری ارمینیاس» (لاتین: De Interpretatione، از اصل یونانی: Περὶ Ἑρμηνείας، Peri Hermeneias)
- «قیاس» یا «تحلیل القیاس» یا «آنالوطیقای اول» (لاتین: Analytica Priora)
- «برهان» یا «آنالوطیقای دوم» (لاتین: Analytica Posteriora)
- «جدل» یا «طوبیقا» (لاتین: Topica)
- «مغالطه» یا «سوفسطیقا» (لاتین: De sophisticis elenchis)

بعدها برخی از شارحان ارسطو دو کتاب دیگر او را نیز بر آن افزودند:
- «خطابه» یا «ریطوریقا» (لاتین: Ars Rhetorica از اصل یونانی: Τέχνης Ρητορικής، Technēs Rhtorikēs)
- «شعر» یا «بوطیقا» (لاتین: Poetica از اصل یونانی: Περὶ ποιητικῆς)

«ایساغوجی» رساله دیگری است که با اقتباس از دو رساله برهان و جدل به‌عنوان مدخلی برای منطق ارسطو در نظر گرفته شد.
ارغنون از چند رساله ترکیب شده که نام‌های آن در مأخذ اسلامی در بالا ذکر شد و یکی در تحلیل که آن دو رساله در مورد قیاس و برهان است. یکی در جدل، یکی در سفسطه و مغالطه. اسامی رساله‌های مذکور در یونانی چیزهایی شبیه به اسامی بالاست و لفظ و نام قاطیغوریاس در منابع یونانی «کاتگوریای» است که شامل همان مقولات عشر یعنی مقوله جوهر و ۹ مقوله عرض است.

## ترجمه فارسی
انتشار برگردان فارسی این کتاب برپایه متن یونانی آن در سال ‍۱۳۷۸ به دست میرشمس‌الدین ادیب سلطانی با عنوان «منطق ارسطو (ارگانون)» به انجام رسید.
عنوان رساله‌های فارسی کتاب در این برگردان از این قرار است:
1. م‍ق‍ول‍ه‌ه‍ا
2. در پ‍ی‍رام‍ون گ‍زارش
3. آن‍اک‍اوی‍ک ن‍خ‍س‍ت
4. آن‍اک‍اوی‍ک دوم
5. ج‍ای‍گ‍اه‍‌ه‍ای ب‍ح‍ث
6. در پ‍ی‍رام‍ون اب‍طال‍‌ه‍ای س‍وف‍ی‍س‍ت‍ی.[۶]